# Karl Günther Hufnagel
Karl Günther Hufnagel (* 21. Juli 1928 in München; † 19. Juli 2004 ebenda) war ein deutscher Schriftsteller.

## Leben
Karl Günther Hufnagel studierte Psychologie, Anthropologie und Philosophie in München und Hamburg, wechselte 1951 an die Freiburger Universität, um dort Heidegger zu hören, der im Wintersemester 1951 erstmals wieder Vorlesungen abhielt. 1952 Diplom in Psychologie an der Ludwig-Maximilian-Universität München. Die Tätigkeit als Dramaturg beim Fernsehspiel des Sender Freies Berlin gab er Anfang der 1960er Jahre, nachdem sein erster Roman "Die Parasitenprovinz" erschienen war, wieder auf. Hufnagel pendelte zwischen München und Berlin, wo einige seiner Arbeiten entstanden. Er schrieb Romane, Erzählungen, Theaterstücke, Filmtexte und zahlreiche Hörspiele. Hufnagel hielt sich abseits des Literaturbetriebs; er wurde des Öfteren als Außenseiter der deutschsprachigen Gegenwartsliteratur bezeichnet.

Sein Nachlass befindet sich im Literaturarchiv München, Monacensia.

Wichtige Einflüsse auf Hufnagels Schreiben übte in den 1960er Jahren der französische "Nouveau Roman" aus.
"Er gehörte zum Münchener Urgestein, zwischen 1960 und 1980 hat er Romane veröffentlicht, denen die Kritik Meisterschaft attestierte und den Autor ins Umfeld der Werke von Julien Green und Witold Gombrowicz rückte." (Ivo Frenzel, NDR, 2002)

Im Zentrum der Arbeiten Hufnagels steht der menschliche Wahn in seinen grotesken Ausformungen: der Liebeswahn, der politische, der religiöse Wahn, der seinen Höhepunkt in Vernichtungsphantasien und Erlösungssehnsucht findet.

## Werke (Auswahl)
Veröffentlichungen
- Die Parasiten-Provinz. Roman. DVA, Stuttgart 1960
- Worte über Straßen. DVA, Stuttgart 1961
- „Die Liebe wird nicht geliebt“. Roman. Rogner's Edition b. Ullstein, Frankfurt/M. 1979
- Draußen im Tag. Roman. Residenz, Salzburg 1979
- Auf offener Straße. Roman. Residenz, Salzburg 1980

Trilogie "Wahn"
- Geburt eines Dichters im Bürgerkrieg. Roman. Axel Dielmann, Frankfurt/M. 2001
- Der Wiedergänger. Gemini, Berlin 2001; ab 2006 Matthes & Seitz Berlin
- Crapziks Karneval. Roman. Gemini, Berlin 2002; ab 2006 Matthes & Seitz Berlin

- Aufzeichnungen eines Flüchtigen. Statt einer Autobiographie. Gemini, Berlin 2003; ab 2006 Matthes & Seitz Berlin
- Ohne Datum, mit 5 Radierungen von Franziska Hufnagel (). Edition Mariannenpresse, Berlin 2006.

Bücher, Hörspiel, Theater, Fernsehspiel, Filmtext / über KGH / Rezensionen / Textauszüge
- Homepage: Karl Günther Hufnagel